# Kanton Dieppe-1
Kanton Dieppe-1 is een kanton van het Franse departement Seine-Maritime. Het kanton maakt deel uit van het arrondissement Dieppe. Het telt 32 171 inwoners in 2017.
Het werd opgericht bij decreet van 27 februari 2014, met uitwerking op 22 maart 2015 en omvat volgende gemeenten:
- Ambrumesnil
- Aubermesnil-Beaumais
- Colmesnil-Manneville
- Dieppe (hoofdplaats) (westelijk deel)
- Hautot-sur-Mer
- Longueil
- Martigny
- Offranville
- Ouville-la-Rivière
- Quiberville
- Rouxmesnil-Bouteilles
- Saint-Aubin-sur-Scie
- Saint-Denis-d'Aclon
- Sainte-Marguerite-sur-Mer
- Sauqueville
- Tourville-sur-Arques
- Varengeville-sur-Mer